# Totenko
De totenko is een oud Japans hoenderras dat tot de langkraaiers en tot de langstaartrassen behoort.

## Geschiedenis
De eerste vermelding van de totenko's dateert van 1850. Ze zouden in het zuiden van Japan zijn ontstaan. Sinds 1913 worden ze als langkraaier vermeld.

## Kenmerken
Uiterlijk heeft de totenko veel overeenkomsten met het Duitse phoenixhoen: een elegant postuur, wildkleur en een staart die in het eerste jaar tot één meter lang kan groeien. Kenmerkend zijn echter de groene loopbenen en de losse schikking van de staartveren. De hanen wegen 1,8 tot 2,3 kg, de hennen 1,3 tot 1,8 kg. De hennen leggen ongeveer 120 witte eieren per jaar.

## Speciaalclub
In Nederland wordt het ras vertegenwoordigd door de "OASLL", in Duitsland door de "Sonderverein zur Erhaltung asiatischer Langkräherrassen".